# هنری دودنی
هنری ارنست دودنی (زاده ۱۰ آوریل ۱۸۵۷ -مرگ ۲۳ آوریل ۱۹۳۰) نویسنده و ریاضیدان انگلیسی بود که در معماهای منطقی و بازی‌های ریاضی تخصص داشت.

## اوایل زندگی
دودنی در روستای میفیلد واقع در شرق ساسکس انگلیس متولد شد، او یکی از شش فرزند گیلبرت و لوسی دودنی بود. پدربزرگش، جان دودنی، یک ریاضیدان خودآموخته بود. ابتکار او بسیار مورد تحسین نوه اش قرار گرفته‌است. دودنی در سنین پایین شطرنج بازی یادگرفت. این باعث علاقهٔ او به ریاضیات و حل معما شد. مسائل شطرنج در سالهای ابتدایی او را به‌طور ویژه ای مجذوب خود کرد.

نمونه ای از قطعات لولایی دودنی

## حرفه
اگرچه شغل اصلی دودنی کارمندی خدمات کشوری انگلستان بود، اما همچنان به طرح مسائل و معماهای مختلف می‌پرداخت. اولین پازل‌های دودنی در روزنامه‌ها و مجلات، اغلب با نام مستعار "Sphinx" منتشر شدند. بخش عمده ای از این کارهای اولیه همکاری با سم لوید پازلیست آمریکایی بود. در سال ۱۸۹۰، آنها مجموعه ای از مقاله‌ها را در هفته نامه انگلیسی Tit-Bits منتشر کردند.
برخی از مشهورترین نوآوری‌های دادنی موفقیت وی در سال ۱۹۰۳ در حل پازل هابردشر (تقسیم مثلث متساوی الاضلاعی به چهار قطعه به طوری که بتوان برای ساخت مربعی دوباره قطعات را کنار هم چید) و در سال ۱۹۲۶ به انتشار اولین معمای اعداد متقاطع وی همچنین به کشف کاربردهای جدید ریشهٔ رقمی شناخته می‌شود. دادنی فردی پیشتاز در معماهای حساب لفظی بود.
مارتین گاردنر در ستون بازی‌های ریاضی خود در ساینتیفیک آمریکن لوید و دودنی را مطرح کرد. — لوید در اوت ۱۹۵۷ و دودنی در ژوئن ۱۹۵۸

## مرگ
در آوریل ۱۹۳۰، دودنی در اثر سرطان سر و گردن در لوئیس درگذشت.
او و همسرش هر دو در گورستان شهر لوئیس دفن شدند. سنگ قبر آنها با کپی از ابلیسک ماسه سنگی قرن هیجدهمی ساسک ساخته شد، که آلیس پس از مرگ ارنست کپی کرده بود تا برای سنگ قبر مشترک آنها استفاده شود.

## کتاب‌ها و مجلات
- The Canterbury Puzzles (1907)
- سرگرمی در ریاضیات (۱۹۱۷)
- بهترین معماهای کلمهٔ جهان (۱۹۲۵)
- معماهای مدرن (۱۹۲۶)
- معماها و مسائل کنجکاو (۱۹۳۱، پس از مرگ)
- معدن پازل (بدون تاریخ، پس از مرگ)